# مارتین واسینسکی
مارتین واسینسکی (انگلیسی: Martin Wasinski؛ زادهٔ ۷ آوریل ۲۰۰۴) بازیکن فوتبال اهل بلژیک است.
از باشگاه‌هایی که در آن بازی کرده است می‌توان به باشگاه فوتبال کورتریک و باشگاه فوتبال رویال شارلوا اشاره کرد.

## دوران ملی
وی همچنین در تیم‌های ملی فوتبال زیر ۱۷ سال بلژیک، زیر ۱۹ سال بلژیک و زیر ۲۰ سال بلژیک بازی کرده است.